# Eamonn Toal
Eamonn Toal (Castleblayney, 1968) è un cantante irlandese.
Ha rappresentato l'Irlanda all'Eurovision Song Contest 2000 con il brano Millennium of Love.

## Biografia
Nel 1990 Eamonn Toal ha deciso di intraprendere una carriera musicale e si è trasferito a Londra per due anni; al suo ritorno in Irlanda ha studiato alla scuola di canto Bel Canto a Dublino. Nel 1995 è stato corista per Eddie Friel, il rappresentante irlandese all'Eurovision, dove ha cantato Dreamin'.
Il 20 febbraio 2000 ha partecipato alla selezione irlandese per l'Eurovision, cantando il suo singolo di debutto Millennium of Love. È stato incoronato vincitore dal televoto. All'Eurovision Song Contest 2000, che si è tenuto il successivo 13 maggio a Stoccolma, si è piazzato al 6º posto su 24 partecipanti con 92 punti totalizzati. Millennium of Love ha raggiunto la 48ª posizione nella Irish Singles Chart.

## Discografia

### Singoli
- 2000 - Millennium of Love
- 2000 - Crash Bang Boom